# Pseudophyllus neriifolius
Pseudophyllus neriifolius is een rechtvleugelig insect uit de familie sabelsprinkhanen (Tettigoniidae). De wetenschappelijke naam van deze soort is voor het eerst geldig gepubliceerd in 1796 door Lichtenstein.